# 張家槍
张家枪，回族武術，為中國武術流派之一，與何家棍齊名，寧夏非物質文化遺產。

## 源流
张家枪是清朝咸丰年间的寧夏武举人张明德所创，因此枪路径短、出枪甚快、枪尖走彎月形划弧线，故又称小径枪。張明德因不滿清政府的腐敗，隱居在家傳授家中兒孫槍法武藝。之後張氏一族參加馬化龍起義反抗滿清，张明德更擔任猛虎營營長，後被清廷殺害，後來張天洪又將張家槍法傳授給吳生保，吳生保又傳授給外甥楊金柱，逐漸廣為流傳。

## 介紹
张家枪講究先發制人，以巧取勝，特點在巧、活、小，基本為七星槍，然後演變成一套六合槍共六式，之後吸收楊、岳、戚，形成九個招式，到杨金柱和儿子杨文玺又对张枪的内容进行了充实，从原来的九式增加为十三个招式。

## 來源
1. 1 2  .   [2023-01-21]. （原始内容存档于2023-01-21）.
2. 1 2  秦文忠、秦嶺《回族體育文化》